# Barbara Lazović
Barbara Lazović Varlec (født 4. januar 1988) er en slovensk håndboldspiller, der spiller i CSM București og tidligere Sloveniens kvindehåndboldlandshold. 
Lazović har tidligere optrådt for det slovenske landshold, indtil 2016. Hun valgte i 2020, at skifte til montenegrinsk statsborgerskab.
Hun er gift med den montenegrinske håndboldspiller Vuk Lazović som spiller i den sydkoreanske håndboldklub SK Hawks.